# Mattias Lindström
Karl Mattias Lindström, född den 18 april 1980 i Helsingborg, är en svensk fotbollstränare och före detta professionell spelare.

## Spelarkarriär

### Uppväxt
Lindström växte upp i Ödåkra, en dryg mil utanför Helsingborg. Fotbollskarriären inleddes på Toftavallen i Ödåkra IF. 1990 bytte han klubb till Helsingborg, där han tog vägen från pojklag, via j- och u-lag till a-laget där han debuterade i Allsvenskan den 6 oktober 1997 i en hemmamatch mot Ljungskile. Han blev där inbytt i den andra halvleken och hann med att bli målskytt i 7–0-segern.

### Proffs
Efter 14 år i HIF flyttade Lindström i januari 2004 till den danska superligaklubben AaB där han stannade i tre år. Den 12 januari 2008 blev övergången till den österrikiska ligaklubben Wacker Innsbruck klar. 2008 åkte Wacker Innsbruck ur högstaligan och AaB vann den danska. Eftersom Lindström spelat tillräckligt många matcher med AaB lyckades han bli korad till mästare och nedflyttad samma säsong.
Den 26 maj 2008 presenterades han som nyförvärv för Mattersburg, men säsongen 2009 var han tillbaka i Sverige, denna gång för Gais.
2010 återvände Lindström till Helsingborg. Han hade en klausul i sitt kontrakt med Gais som gjorde det möjligt att lämna gratis om HIF ville ha honom.
2004 och 2013 blev Lindström utsedd till Årets HIF:are.

### Senare karriär
Efter att ha avslutat sin elitkarriär återvände Lindström till moderklubben Ödåkra IF inför säsongen 2016. Han spelade 13 matcher och gjorde fyra mål för klubben i Division 4 2016. Säsongen 2017 spelade han två matcher för Galtabäcks BK i Division 5. 2019 återvände Lindström till Ödåkra IF, där det blev två matcher i Division 4 under säsongen. I augusti 2020 blev Lindström klar för division 5-klubben Kungsbacka City FC. Han spelade en match och gjorde ett mål för klubben under säsongen 2020.

### Landslaget
Lindström har gjort 3 a-landskamper och 13 U-21-landskamper för Sverige.

## Tränarkarriär
Lindström började sin tränarkarriär 2017 vilket var två år efter att han avslutat sin spelarkarriär i Helsingborg. Första jobbet blev hos Tvååker där det blev stor succé under de två åren han var där och lyckades ta dem upp till division 1. Men på grund av det tunga pendlandet var han tvungen att hitta något nytt så det skulle gå ihop med familjelivet. Han fick då förfrågan av en annan klubb i regionen, Landskrona, som precis trillat ut Superettan och letade efter en ny tränare. Det tackade han nej till, och i stället skulle han bli tränare hos Eskilsminne där han tog över efter Martin Pringle. Där stötte han på sina första motgångar i sin tränarkarriär och fick sparken den 4 augusti 2020. Han hade ett kontrakt till november. Detta var inte något som satte stopp för hans tränarkarriär. Den 23 december presenterades han som assisterande tränare för Helsingborg, med Jörgen Lennartsson som huvudtränare.
Den 31 maj 2022 fick Mattias Lindström tillsammans med Álvaro Santos huvudansvaret som tränare för HIF:s A-lag. Den 17 april 2023 blev de avskedade av klubben efter att ha inlett Superettan 2023 med tre raka förluster.
Under 2024 var Lindström assisterande tränare för Degerfors IF när laget avancerade till allsvenskan. Från säsongen 2025 är han huvudtränare för Malmöklubben Ariana FC.

## Meriter

### Spelare
- Dansk mästare 2008 med AaB
- Svensk mästare 1999 och 2011 med Helsingborg
- Svensk cupmästare 2010 och 2011 med Helsingborg
- Svensk supercup-mästare 2011 och 2012 med Helsingborg